# Jacob M. Dickinson
Jacob McGavock Dickinson (Columbus, 30 de enero de 1851-Nashville, 13 de diciembre de 1928) fue un abogado y político estadounidense, que se desempeñó como Secretario de Guerra de los Estados Unidos durante la presidencia de William Howard Taft desde 1909 hasta 1911.

## Biografía

### Primeros años
Nació en enero de 1851 en Columbus (Misisipi). Su padre, Henry Dickinson, se desempeñó como juez en Misisipi desde 1843 hasta 1854. Su madre fue Anne McGavock, y su bisabuelo materno fue Felix Grundy, senador y fiscal general de los Estados Unidos.
Durante la guerra civil estadounidense (1861-1865), se alistó a los catorce años como soldado en el Ejército de los Estados Confederados. Después de la guerra, se mudó con su familia a Nashville, donde se graduó de la Universidad de Nashville en 1871, realizando una maestría en 1872. Mientras estaba en la universidad, fue miembro de la fraternidad Sigma Alpha Epsilon. Estudió derecho brevemente en la Escuela de Derecho de la Universidad de Columbia y continuó sus estudios en el extranjero en Leipzig y París. Fue admitido en el colegio de abogados de Tennessee en 1874.

### Carrera
Desde 1889 hasta 1893, se desempeñó como presidente del colegio de abogados de Tennessee. Sirvió en la Corte Suprema de Tennessee desde 1891 hasta 1893 y se desempeñó como fiscal general adjunto de los Estados Unidos desde 1895 hasta 1897. De 1897 a 1899, fue profesor de derecho en la Escuela de Derecho de la Universidad de Vanderbilt y abogado del Ferrocarril de Louisville y Nashville.
En 1899, se mudó a Chicago (Illinois). Se convirtió en abogado del ferrocarril central de Illinois, desde 1899 hasta 1901. Posteriormente se convirtió en el abogado general de ese ferrocarril, cargo que ocupó desde 1901 hasta 1909. Fue abogado del Tribunal de Límites de Alaska en 1903, y fue presidente de la American Bar Association desde 1907 hasta 1908. Ayudó a organizar la Sociedad Estadounidense de Derecho Internacional, siendo miembro de su consejo ejecutivo de 1907 a 1910 y fue vicepresidente en 1910.
Desde el 12 de marzo de 1909 hasta el 21 de mayo de 1911, se desempeñó como Secretario de Guerra de los Estados Unidos. A pesar de ser del Partido Demócrata, fue nombrado por el presidente republicano William Howard Taft porque el presidente quería que el sur estadounidense estuviera representado en su gabinete. En el cargo, Dickinson propuso una legislación para permitir la admisión de estudiantes extranjeros a West Point y recomendó un sistema de jubilación de anualidades para los empleados de la administración pública. También sugirió que el Congreso considere detener la paga de los soldados no aptos para el servicio por enfermedades venéreas o alcoholismo como un medio para combatir esos problemas.

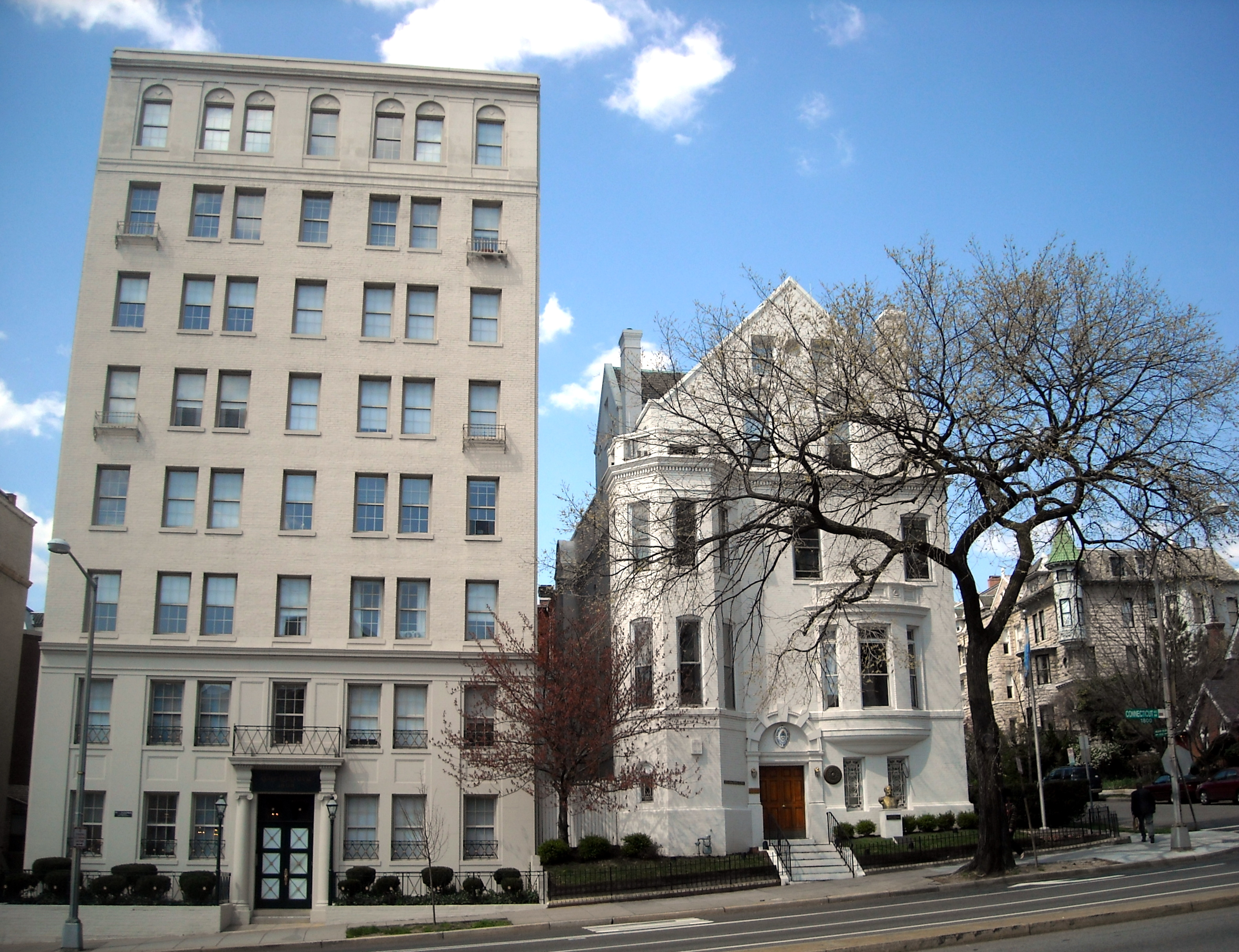
A la derecha, la casa del número 1810 de la Avenida Connecticut en Washington D. C.

Después de ocupar el cargo de Secretario de Guerra, se desempeñó como fiscal general adjunto especial. Actuó contra U.S. Steel en 1913 y en varios casos laborales importantes en 1922. Más tarde trabajó en el ferrocarril Chicago, Rock Island and Pacific desde 1915 hasta 1917 y fue presidente de la Liga Izaak Walton desde 1927 hasta 1928.

### Vida personal
Se casó con Martha Overton in 1876. El matrimonio residió en el número 1810 de la Avenida Connecticut en Washington D. C., donde actualmente funciona la agregaduría militar de la embajada de Argentina. La vivienda integra el Kalorama Triangle Historic District del Registro Nacional de Lugares Históricos.

### Fallecimiento
Falleció en 1928 en Nashville (Tennessee).